# Сон смешного человека (мультфильм)
«Сон смешного человека» — российский мультипликационный фильм для взрослых режиссёра Александра Петрова по мотивам одноимённого рассказа Ф. М. Достоевского. Выполнен в технике «живопись по стеклу».

## Сюжет
Главный герой (рассказчик) собирается покончить с собой, но засыпает и видит сон, меняющий всё его мировоззрение, открывающий новый смысл жизни.

## Создатели
| автор сценария, режиссёр, художник | Александр Петров       |
| оператор                           | Сергей Решетников      |
| монтажёр                           | Л. Путятина            |
| звукооператор                      | Виктор Геррат          |
| композитор                         | Александр Раскатов     |
| музыкальный редактор               | С. Сидельников         |
| текст читает                       | Александр Кайдановский |
| редактор                           | К. Баршт               |
| ассистент режиссёра                | О. Ольшванг            |
| ассистент художника                | И. Климова             |
| администратор                      | В. Черемных            |
| директор картины                   | В. Хижнякова           |

Группа благодарит за участие в работе над фильмом Л. Звонникову, Л. Воржцову, Л. Теплову, Ю. Норштейна, Г. Украинского, В. Краева, Ю. Алексеева, В. Белкина, С. Замараеву, Л. Иванскую, Д. Шилко

## Награды
- МФ анимационных фильмов «Оттава’92» — Первый приз в своей категории и Специальный приз АСИФА.
- 16-й МФ анимационных фильмов «Синанима’92», Эшпиньо (Португалия) — Первая премия в своей категории.
- МФ анимационных фильмов в Аннеси (Франция), 1993 — Премия за лучший к/м фильм.
- 7-й МФ анимационных фильмов в Штутгарте, 1994 — Первая премия.
- МКФ в Тирасполе (Молдавия), 1994 — Первый приз[2].
- 3-й Кинофорум «Золотой Витязь» (1994) — Главный приз фестиваля за анимационный фильм.